# Megumi Horikawa
Megumi Horikawa –en japonés, 津金 恵, Horikawa Megumi– (nacida Megumi Tsugane, 18 de octubre de 1995) es una deportista japonesa que compite en judo.
Ganó una medalla de oro en el Campeonato Mundial de Judo de 2022 y una medalla de plata en el Campeonato Asiático de Judo de 2016, ambas en la categoría de –63 kg.

## Palmarés internacional
| Campeonato Mundial  | Campeonato Mundial   | Campeonato Mundial | Campeonato Mundial |
| Año                 | Lugar                | Medalla            | Categoría          |
| ------------------- | -------------------- | ------------------ | ------------------ |
| 2022                | Taskent (Uzbekistán) | Medalla de oro     | –63 kg             |
| Campeonato Asiático |                      |                    |                    |
| Año                 | Lugar                | Medalla            | Categoría          |
| 2016                | Taskent (Uzbekistán) | Medalla de plata   | –63 kg             |